# Nervus dorsalis scapulae
Dorsale scapulære nerve udspringer fra den brachiale plexus, som regel fra plexusroden (anterior/ventral ramus) på C5.
Den giver motorbevægelse til rhomboideus, der trækker scapula mod rygsøjlen og levator scapulae, der løfter skulderbladet.

## Struktur
Nerven udspringer fra nervus spinalis ramus anterior i C05 inde i skalenerporten, hvorfra den forløber bagud og nedad, først igennem foramen intervertebrale i samme rygsøjle interval og så videre nedad ryggen sammen med musculus levator scapulae, som den ligger lige dorsalt for.
Hele dens forløb ligger lige medialt for skulderbladet og ender lige dorsalt under musculus rhomboideus.

## Referrencer
1. ↑  Bojsen-Møller, Finn (2014). Bevægeapparatets Anatomi (13 udgave). Munksgaard. ISBN 978-87-628-0900-0.

## Galleri
- Brachiale plexus
- Brachiale plexus med baner af spinalnerver vist.
- Dype forgreninger af transverse cervikal der løber langs den dorsale scapula

| Anatomi | Spire Denne artikel om anatomi er en spire som bør udbygges. Du er velkommen til at hjælpe Wikipedia ved at udvide den. |